# De val van Vijf
De val van Vijf is de vierde sciencefictionroman van de Lorien Legacies, een serie geschreven door de Amerikaanse schrijver Pittacus Lore (een pseudoniem van James Frey en Jobie Hughes, die samenwerkten aan deze reeks). Het boek verscheen op 27 augustus 2013. Het is het vervolg op De opkomst van Negen.